# Sewer ibn al-Mukaffa
Sewer ibn al-Mukaffa (arab. ‏ساويرس بن المقفع‎, zm. 987) – biskup Hermopolis, pierwszy wybitny Kopt piszący w języku arabskim.

## Życiorys
Był biskupem Hermopolis. Napisał blisko 20 dzieł (większość zaginęła). Najbardziej znanym dziełem jego autorstwa jest Historia Patriarchów Aleksandrii (ostatnie badania odrzuciły ten pogląd). Inne ważne dzieła to: Księga soborów i jej kontynuacja Druga księga, Księga wyjaśnień, Księga wyjaśnienia wiary w skrócie.